# Juni 2016
Portal Geschichte | Portal Biografien | Aktuelle Ereignisse | Jahreskalender | Tagesartikel

◄ |
20. Jahrhundert |
21. Jahrhundert

◄ |
1980er |
1990er |
2000er |
2010er
| 2020er | 2030er | 2040er

◄ |
2012 |
2013 |
2014 |
2015 |
2016
| 2017 | 2018 | 2019 | 2020 | ►

◄ |
März 2016 |
April 2016 |
Mai 2016 |
Juni 2016 |
Juli 2016 |
August 2016 |
September 2016 |
►
Dieser Artikel behandelt tagesbezogene Nachrichten und Ereignisse im Juni 2016.

## Tagesgeschehen

### Mittwoch, 1. Juni 2016
- Kopenhagen/Dänemark: Der Gesundheitsausschuss des dänischen Parlaments beschließt die Abschaffung des Paragraphen, der Transgender als geisteskrank einstuft.[1]
- Mogadischu/Somalia: Bei einem Anschlag durch bewaffnete Angreifer und mehreren Explosionen sterben im Ambassador-Hotel mindestens 10 Menschen.[2]
- Nouakchott/Mauretanien: Während einer Wohltätigkeitsveranstaltung zum Ramadan kommt es zu einer Massenpanik, bei der mindestens acht Menschen sterben.[3]
- Tessin, Uri/Schweiz:Der Gotthard-Basistunnel und die Neubaustrecke Gotthard-Süd werden eröffnet.

### Donnerstag, 2. Juni 2016
- Berlin/Deutschland: Der Deutsche Bundestag stimmt in seiner 173. Sitzung mehrheitlich für den gemeinsamen Antrag der Fraktionen CDU/CSU, SPD und Bündnis 90/Die Grünen mit dem Titel „Erinnerung und Gedenken an den Völkermord an den Armeniern und anderen christlichen Minderheiten in den Jahren 1915 und 1916“.[4][5]

### Freitag, 3. Juni 2016
- Mendig/Deutschland: Ein Blitzeinschlag beim Musikfestival Rock am Ring verletzt 15 Besucher schwer, 56 weitere leicht. Zwei Konzertbesucher müssen wiederbelebt werden.[6]
- Sambia: Senga Hill wird vom Distrikt Mbala abgespalten und damit eigenständiger Distrikt in der Nordprovinz.
- Scottsdale/Vereinigte Staaten: Box Champion Muhammad Ali ist nach einer langen Krankheitsphase verstorben.[7]

### Sonntag, 5. Juni 2016
- Bern/Schweiz: Fünf Eidgenössische Volksabstimmungen: Volksinitiative Pro Service public, Volksinitiative „Für ein bedingungsloses Grundeinkommen“, Volksinitiative „Für eine faire Verkehrsfinanzierung“ sowie zur Änderung des Fortpflanzungsmedizingesetzes (FMedG) über die medizinisch unterstützte Fortpflanzung und zur Änderung des Asylgesetzes (AsylG).[8]
- Rom/Italien: Bei den Bürgermeisterwahlen in 1.342 Gemeinden konnte die Bürgerversammlung MoVimento 5 Stelle des Parteivorsitzenden Beppe Grillo große Stimmenzuwächse in fast allen am Wahlkampf beteiligten Großstädten erzielen. In Rom eroberte die Kandidatin Virginia Raggi rund 35 Prozent der Stimmen und zieht somit in die Stichwahl am 19. Juni 2016 gegen Roberto Giachetti von der Partito Democratico.[9]

### Montag, 6. Juni 2016
- Amman/Jordanien: Ein Attentäter tötet fünf Mitarbeiter des jordanischen Nachrichtendienstes GID in einem Büro im palästinensischen Flüchtlingslager Baqa’a rund 20 km nördlich der Hauptstadt Amman.[10]
- Aqtöbe/Kasachstan: Rund 20 bewaffnete, mutmaßlich islamistische Extremisten, haben das Tor zum Militärstützpunkt und Hauptquartier des Westlichen Militärdistrikts und zwei Waffengeschäfte überfallen. Dabei werden vier Angreifer, drei Soldaten, ein Wachmann und ein Zivilist getötet.[11]
- Berlin/Deutschland: Joachim Gauck gibt seinen Verzicht auf eine zweite Amtszeit als Bundespräsident bekannt. Er nennt sein fortgeschrittenes Alter als Grund für diese Entscheidung.
- Castries/St. Lucia: In St. Lucia findet die Parlamentswahl statt.
- Engis/Belgien: Bei dem Eisenbahnunfall von Hermalle-sous-Huy sterben mindestens drei Menschen.[12]
- Hahn/Deutschland: Das Land Rheinland-Pfalz verkauft seinen Anteil von 82,5 Prozent am Flughafen Frankfurt-Hahn an das chinesische Unternehmen Shanghai Yiqian Trading Company. Minderheitsgesellschafter bleibt das Land Hessen.[13]
- Warschau/Polen: An der Akademie für Nationale Verteidigung findet die Eröffnungszeremonie der Militärübung Anakonda 16 statt. Bei dem zehntägigen Manöver mit rund 31.000 Soldaten davon 14.000 aus den USA und 12.000 aus Polen, 3.000 Fahrzeuge und Panzer, 105 Flugzeuge und Hubschrauber, zwölf Schiffe aus 18 NATO-Staaten und fünf Partnerländern soll unter der Einsatzleitung von General Marek Tomaszycki ein verdeckter Angriff aus dem Osten simuliert werden. Ziel des Großmanövers sei es nach Angaben von Verteidigungsminister Antoni Macierewicz, „die Fähigkeit der Allianz zu testen, ihre Ostflanke zu verteidigen“.[14] Die Bundeswehr leitet dabei unter Führung des Panzerpionierbataillon 130 einen multinationalen Pioniereinsatzverband bei Chełmno.[15]

### Dienstag, 7. Juni 2016
- Istanbul/Türkei: Bei einem Autobombenanschlag auf einen Polizeibus im Stadtteil Fatih nahe der Metro-Station Vezneciler kommen mindestens 11 Menschen ums Leben und 36 weitere werden zum Teil schwer verletzt. Wie nach jedem Anschlag der letzten Monate wurde erneut eine Nachrichtensperre verhängt. Am 10. Juni bekennt sich die Terrororganisation Freiheitsfalken Kurdistans (TAK) zu dem Anschlag.[16]
- Klinzy/Russland: Als Reaktion auf die zunehmende Konfrontation mit der NATO hat das russische Verteidigungsministerium die Verlegung der 28. motorisierten Schützendivision von Jekaterinburg nach Klinzy durchgeführt und plant den Militärstützpunkt weiter auszubauen. Ergänzend hierzu soll auch die 23. motorisierte Schützendivision von Samara nach Waluiki nahe der ukrainischen Grenze beordert werden.[17][18]
- Nürnberg/Deutschland: Nach der Durchsuchung des Hauses des CSU-Landtagsabgeordneten Michael Brückner durch die Staatsanwaltschaft wegen der Anschuldigung des sexuellen Missbrauchs von Minderjährigen legt Brückner alle seine Ämter nieder.[19]
- Vereinigte Staaten: Vorwahlen zur Präsidentschaftswahl in den Vereinigten Staaten in den Bundesstaaten Kalifornien, Montana, New Jersey, New Mexico und South Dakota.

### Mittwoch, 8. Juni 2016
- Tel Aviv/Israel: Zwei palästinensische Attentäter aus Hebron erschießen im Sarona Market vier Menschen und verletzen acht weitere. Beide Täter werden von Sicherheitskräften gefasst.[20]
- Midyat/Türkei: Bei einem Autobombenanschlag auf ein Polizeigebäude im kurdisch geprägten Südosten werden fünf Menschen getötet und 51 weitere verletzt. Regierungschef Binali Yıldırım macht die verbotene Arbeiterpartei Kurdistans (PKK) für den Anschlag verantwortlich.[21]
- Wien/Österreich: Nach der Niederlage ihres Kandidaten Norbert Hofer bei der Bundespräsidentenwahl in Österreich hat die FPÖ eine Beschwerde wegen Verstößen beim Verfassungsgerichtshof eingereicht.[22]

### Donnerstag, 9. Juni 2016

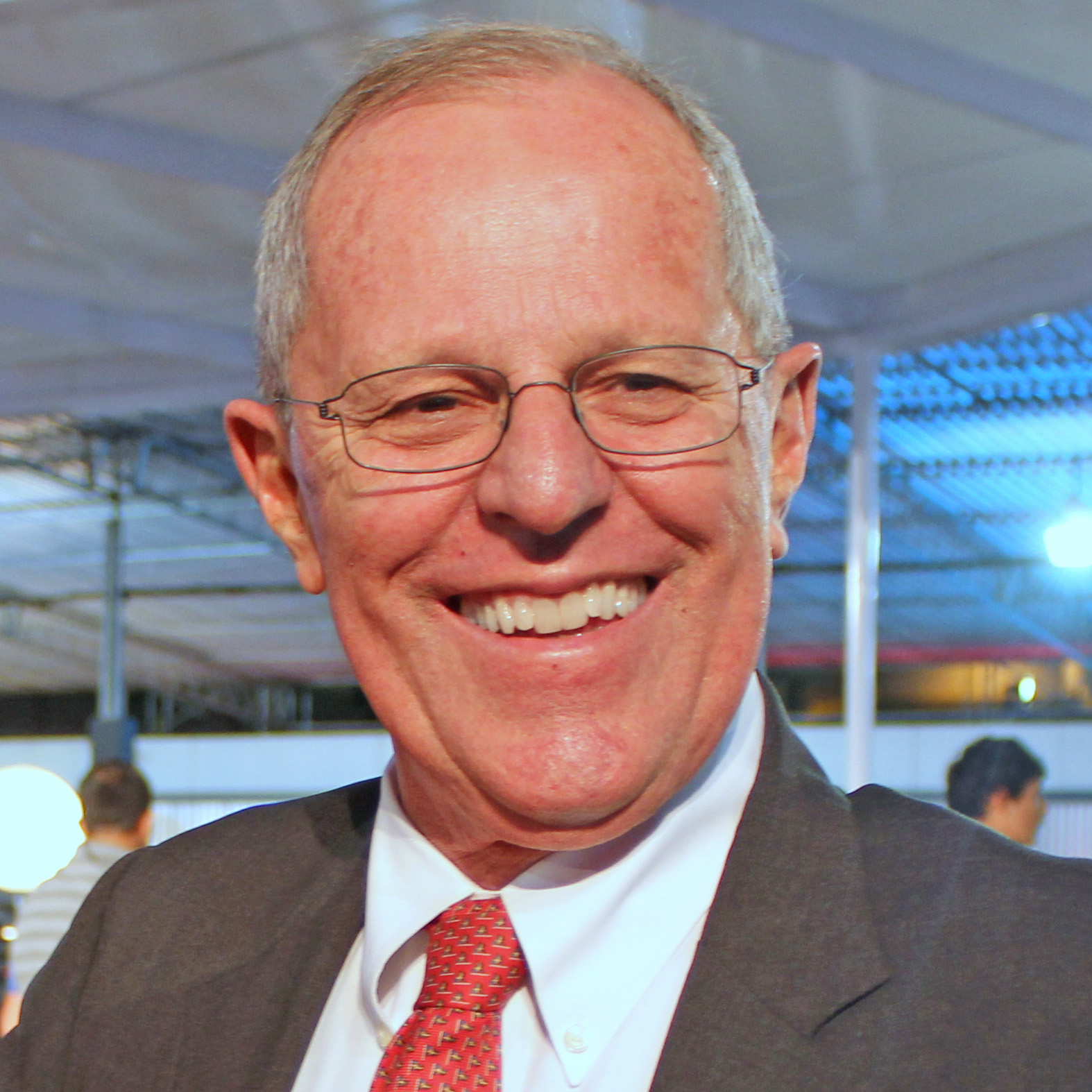
Pedro Pablo Kuczynski

- Bagdad/Irak: Bei zwei Selbstmordanschlägen der Terrororganisation Islamischer Staat (IS) in der Hauptstadt werden mindestens 27 Menschen getötet und mehr als 60 verletzt. In Tadschi, rund 25 Kilometer nördlich von Bagdad, fährt ein Attentäter mit seinem mit Sprengstoff beladenen Auto in einen Kontrollposten der irakischen Armee. Dabei sterben sieben Zivilisten und fünf Soldaten.[23]
- Dresden/Deutschland: Die 64. Bilderberg-Konferenz beginnt im Hotel Taschenbergpalais.
- Lima/Peru: Das Ergebnis der Stichwahl zur Präsidentschaftswahl vom 5. Juni wird bekanntgegeben. Danach setzt sich Pedro Pablo Kuczynski überraschend mit 50,12 Prozent der Stimmen gegen Keiko Fujimori mit 49,88 Prozent durch und soll sein Amt am 28. Juli 2016 antreten.[24]

### Freitag, 10. Juni 2016

Logo der Fußball-EM

- Kigali/Ruanda: Beginn des 27. Gipfeltreffens der Afrikanischen Union (AU)[25]
- Saint-Denis/Frankreich: Eröffnung der 15. Fußball-Europameisterschaft der Männer.

### Samstag, 11. Juni 2016
- Damaskus/Syrien: In dem schiitisch geprägten Vorort Sajida Zainab werden bei zwei Selbstmordattentaten des Islamischen Staates (IS) mindestens 20 Menschen getötet und mehr als 20 weitere Personen verletzt.[26]
- Dhaka/Bangladesch: Nach einer Serie von Morden und Anschlägen auf Angehörige religiöser Minderheiten, Künstler und Intellektuelle hat die Regierung im ganzen Land Razzien durchgeführt und mehr als 1600 Verdächtige festgenommen. Darunter offiziell auch 27 Mitglieder der verbotenen Dischihadistengruppe Jamaat-ul-Mujahideen Bangladesh (JMB). Seit dem 7. Juni wurden bereits fünf mutmaßliche Mitglieder der JMB von der Polizei erschossen.[27]
- Dschalalabad/Afghanistan: Im Distrikt Haska Mina (Dih Bala) in der Provinz Nangarhar kommen bei schweren Feuergefechten zwischen Angreifern des Islamischen Staates (IS) auf eine Polizeistation der Bezirkspolizeichef Shah Mahmood und fünf weitere Polizisten sowie 11 IS-Kämpfer ums Leben.[28][29]
- Marseille/Frankreich: Bei heftigen Krawallen vor und während des EM-Vorrundenspiels zwischen England und Russland in Marseille sind bis zu 35 Menschen verletzt worden, das Exekutivkomitee der UEFA hat beiden nationalen Fußballverbänden The Football Association und Rossijski Futbolny Sojus im Wiederholungsfall den Ausschluss vom Turnier angedroht.[30]
- Rom/Italien: Bei insgesamt 11 Rettungseinsätzen hat die Guardia Costiera, die European Union Naval Force – Mediterranean, die maltesische Migrant Offshore Aid Station (MOAS) und ein privates Schiff an einem Tag insgesamt 1300 Bootsflüchtlinge zwischen Sizilien und Libyen gerettet.[31]

### Sonntag, 12. Juni 2016
- Orlando/USA: Bei dem Massaker in Orlando im Nachtclub Pulse in Florida sterben 49 Menschen, 53 weitere werden verletzt.[32]
- Mailand/Italien: Ein Hauseinsturz in der italienischen Metropole fordert 3 Menschenleben und mindestens zwei Schwerverletzte.

### Montag, 13. Juni 2016
- Paris/Frankreich: Bei einem Terroranschlag tötete ein Mann in einem Vorort von Paris einen Polizisten und nahm dessen Familie als Geisel. Spezialeinheiten töteten den Angreifer. Im Haus wurde als weitere Leiche die ebenfalls für die Polizei tätige Ehefrau entdeckt. Das 3-jährige Kind überlebte. Der Täter bekannte sich zum IS.[33]
- Sursee/Schweiz: Ein Hausbrand fordert am späten Abend zwei Todesopfer und sieben Verletzte darunter drei Feuerwehrmänner. Die Ursache ist noch nicht geklärt.

### Dienstag, 14. Juni 2016
- Sydney/Australien: Als erste Säugetierart wird die Bramble-Cay-Mosaikschwanzratte aufgrund des anthropogenen Klimawandels für ausgestorben erklärt.[34][35][36]
- Schweden: Die Spielentwickler Starbreeze Studios veröffentlichen das Videospiel Dead by Daylight öffentlich auf Steam.

### Donnerstag, 16. Juni 2016
- Birstall/Großbritannien: Die Labour-Abgeordnete Jo Cox wird nach einer Bürgersprechstunde auf offener Straße von dem Täter Thomas Mair niedergestochen und niedergeschossen. Sie stirbt wenige Stunden später im Blackburn Road Medical Centre. Das Motiv ist noch unklar.[37][38]
- Kampala/Uganda: Bei einem Amoklauf eines ugandischen Sergeants in den Makindye Barracks sterben sieben Menschen, darunter drei Kinder.[39]
- Kuda/Nigeria: Bei einem Anschlag auf eine Beerdigung im Sambisa Forest des Bundesstaates Adamawa, sterben 18 Menschen. Die Militantengruppierung Boko Haram bekennt sich zum Anschlag.[40]
- Zagreb/Kroatien: Das kroatische Parlament hat mit den Stimmen der konservativen HDZ und des linken Bündnisses HR dem parteilosen Ministerpräsidenten Tihomir Orešković mit klarer Mehrheit das Misstrauen ausgesprochen.[41]

### Freitag, 17. Juni 2016
- Detmold/Deutschland: Das Landgericht Detmold hat den früheren KZ-Wachmann Reinhold Hanning wegen Beihilfe zum Mord in mindestens 170.000 Fällen zu fünf Jahren Haft verurteilt. Ob der 94-jährige Hanning haftfähig ist, steht noch aus.[42]
- Falludscha/Irak: Der irakische Ministerpräsident Haider al-Abadi hat die Befreiung der Stadt von der Terrororganisation Islamischer Staat (IS) erklärt. Die irakischen Streitkräfte begannen im Mai mit Unterstützung durch US-Luftangriffen im Rahmen der Operation Inherent Resolve ihre Offensive.[43]
- Hamburg/Deutschland: Das deutsche Unternehmen Siemens Wind Power gab die Fusion mit der spanischen Gamesa bekannt, zu dem auch der Energiekonzern Iberdrola gehört.[44]
- London/Vereinigtes Königreich: Der vom Schweizer Architekturbüro Herzog & de Meuron konzipierte Erweiterungsbau der Tate Gallery of Modern Art wird eröffnet.[45]
- Wien/Österreich: Der Weltleichtathletikverband IAAF hat auf seiner Ratssitzung in Wien den Ausschluss des russischen Leichtathletikverbandes RusAF (Russian Athletics) wegen systematischen und staatlich orchestrierten Dopings von internationalen Wettbewerben auf unbestimmte Zeit verlängert. Unter der russischen Flagge werden damit keine Leichtathleten an den Olympischen Sommerspielen im August in Rio de Janeiro in Brasilien teilnehmen. Einzelne russische Leichtathleten könnten aber unter neutraler Fahne zugelassen werden.[46][47]

### Samstag, 18. Juni 2016
- Kairo/Ägypten: Ein Strafgericht hat den ehemaligen Präsidenten Mohammed Mursi wegen des Verrats von Staatsgeheimnissen zu insgesamt 40 Jahren Haft verurteilt. Die Strafkammer sah es als erwiesen an, dass er während seiner Amtszeit folgenreiche Informationen an das Emirat Katar weitergab.[48]
- Purworejo/Indonesien: Nach anhaltenden Regen, tritt der Bogowonto River über die Ufer und kostet mindestens 24 Menschen in Zentraljava das Leben. Allein im Regierungsbezirk Purworejo sterben 11 Menschen, 15 weitere in den Provinzen Sumatra, Java und East Nusa Tenggara.[49]
- Riedenburg/Deutschland: Bei einer Kollision des Schiffes Viking Bragi, mit der Sankt-Anna-Brücke auf dem Main-Donau-Kanal, entsteht am Schiff ein Schaden von 800.000 €uro. Die 170 Passagiere und 50 Besatzungsmitglieder blieben bei der Havarie unverletzt.[50]
- Sulzano/Italien: Christo eröffnet das Projekt The Floating Piers auf dem Iseosee.[51]

### Sonntag, 19. Juni 2016
- Le Mans/Frankreich: Porsche Team LM P1 gewinnt die 24 Stunden von Le Mans, nachdem 5 Minuten vor Rennende das führende Team Toyota Gazoo Racing LM P1 ausschied.[52]

### Montag, 20. Juni 2016
- Kabul/Afghanistan: Bei einem Selbstmordanschlag der radikalislamistischen Taliban auf einen Kleinbus mit Gurkhas aus Nepal werden mindestens 14 Menschen getötet und acht verletzt. Die nepalesischen Soldaten waren für die Sicherung der kanadischen Botschaft bestimmt.[53]

### Dienstag, 21. Juni 2016
- Al-Rukban/Jordanien: An der jordanisch-syrischen Grenze werden im Gouvernement al-Mafraq nahe einem Flüchtlingslager bei einem Bombenanschlag mindestens sechs jordanische Soldaten getötet und 14 weitere Soldaten verletzt.[54]
- Karlsruhe/Deutschland: Das Bundesverfassungsgericht bestätigt die Vereinbarkeit der geldpolitischen Outright-Geschäfte (Anleihkäufe) der Europäischen Zentralbank (EZB) unter Mario Draghi mit dem deutschen Grundgesetz und hält sich damit an eine Entscheidung des Europäischen Gerichtshofs (EuGH) von Juni 2015.[55]

### Mittwoch, 22. Juni 2016
- Satish Dhawan Space Centre/Indien: Die Indian Space Research Organisation (ISRO) hat mit einer PSLV-C7-Rakete insgesamt 20 Satelliten mit einem Gesamtgewicht von 1288 kg, darunter 19 Erdbeobachtungssatelliten der Cartosat-2 Serie und der kanadische Kommunikationssatellit M3MSat in die Erdumlaufbahn geschossen – so viele wie noch nie in der Raumfahrtgeschichte des Landes.[56][57]

### Donnerstag, 23. Juni 2016

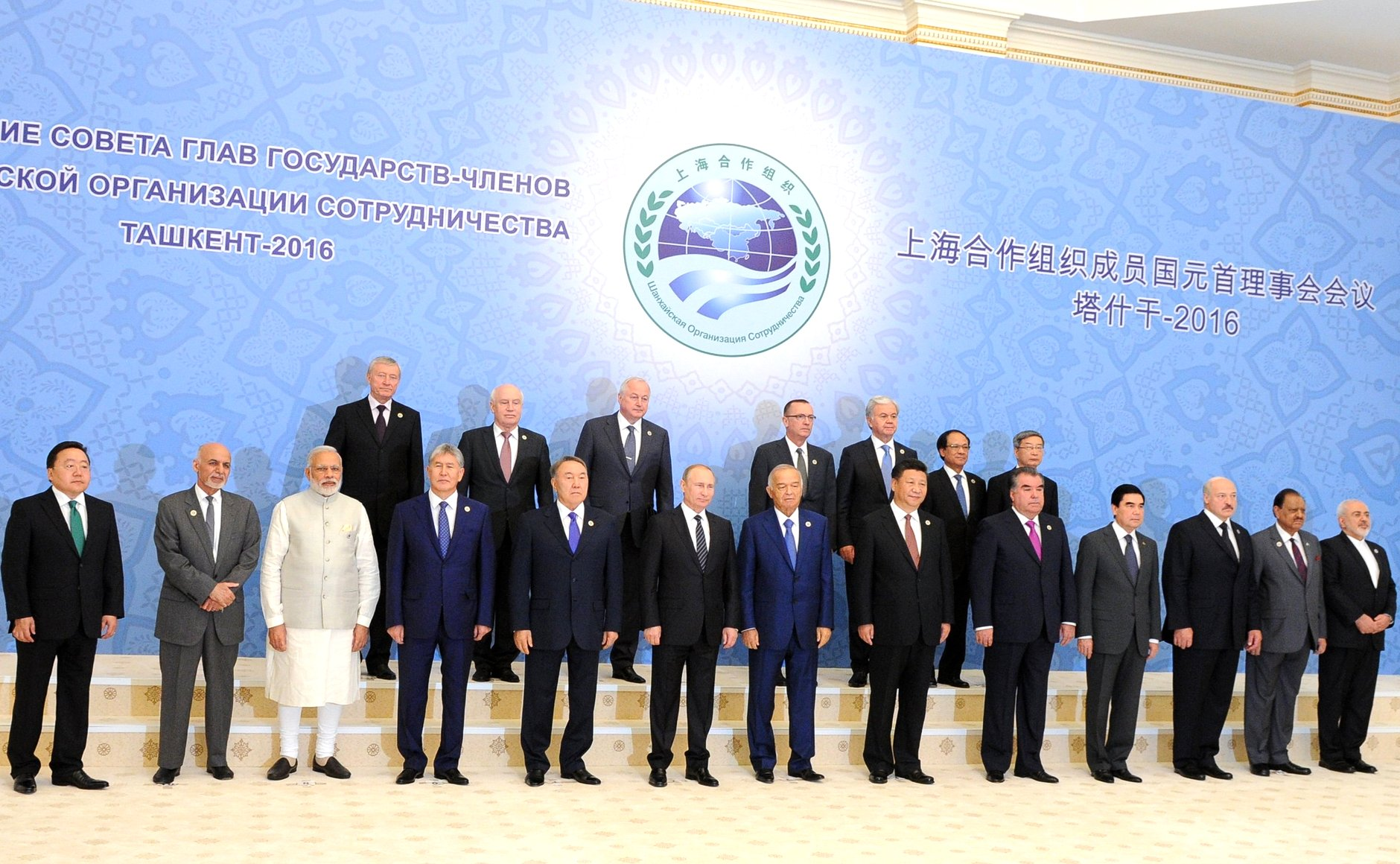
Teilnehmer des 16. Gipfeltreffens der Shanghaier Organisation für Zusammenarbeit

- Berlin/Deutschland: Das Abgeordnetenhaus von Berlin beschließt aus Gründen des Klimaschutzes die Desinvestition aus fossilen Energieunternehmen für das Land.[58]
- Havanna/Kuba: Unter Beisein des Generalsekretärs der Vereinten Nation, Ban Ki-moon, unterzeichnet Rodrigo Londoño alias „Timoleón Jiménez“ von der marxistischen Guerillabewegung FARC und der kolumbianische Präsident Juan Manuel Santos (Partido de la U.) einen Waffenstillstand.[59]
- London/Vereinigtes Königreich: Referendum über den Verbleib des Vereinigten Königreichs in der Europäischen Union
- Taschkent/Usbekistan: Beginn des zweitägigen 16. Gipfeltreffens der Staats- und Regierungschefs der Shanghaier Organisation für Zusammenarbeit (SCO). Die Atommächte Indien und Pakistan sollen dabei künftig als Mitglieder aufgenommen werden.[60]

### Freitag, 24. Juni 2016

Abstimmungsergebnisse beim Referendum nach Regionen

- Berlin/Deutschland: Mit den Stimmen der Großen Koalition hat der Deutsche Bundestag ein Antiterrorpaket zum besseren Informationsaustausch bei der Bekämpfung des internationalen Terrorismus beschlossen. Zu den weiteren Befugnissen des Bundesamtes für Verfassungsschutz (BfV) mit ausländischen Partnerdiensten gehört auch die Speicherung von Daten Minderjähriger ab 14 Jahren dazu, dessen Alter bis jetzt bei 16 Jahren lag. Zudem werden Telekommunikationsdienste gesetzlich verpflichtet, die Identität der Käufer von sogenannten Prepaid-Telefonkarten zu ermitteln.[61]
- Buenos Aires/Argentinien: 128 Jahre nach Eröffnung beschließt der Zoo Buenos Aires, seine Auflösung und Umwandlung in einen Öko-Park ohne gefangene Tiere.[62]
- Charleston/Vereinigte Staaten: Nach schweren Regenfällen, Erdrutschen und Überflutungen sterben im US-Bundesstaat West Virginia 23 Menschen. Gouverneur Earl Ray Tomblin verhängte den Notstand über das Land und forderte 500 Soldaten der Nationalgarde an.[63]
- Düsseldorf/Deutschland: Der deutsche Konsumgüterkonzern Henkel kauft über seine Tochtergesellschaft Henkel Consumer Goods Inc. für 3,6 Milliarden US-Dollar von der Private-Equity-Gesellschaft Vestar Capital Partners den US-amerikanischen Wasch- und Reinigungsmittelkonzern The Sun Products Corporation mit Sitz in Wilton im US-Bundesstaat Connecticut.[64][65]
- London/Vereinigtes Königreich: Beim Referendum über den Verbleib des Vereinigten Königreichs in der Europäischen Union haben die Wähler mit 51,9 % Prozent mehrheitlich für einen Austritt aus der Europäischen Union („Brexit“) gestimmt. In den Landesteilen Nordirland und Schottland stimmten die Wähler mehrheitlich für eine weitere EU-Mitgliedschaft. Daraufhin kündigte Premierminister David Cameron seinen Rücktritt spätestens im Oktober 2016 an.[66]
- Yancheng/China: Schwere Unwetter mit Tornados zerstören in der Provinz Jiangsu mehrere Orte. Besonders schwer getroffen wurde der Kreis Funing. Insgesamt kommen mindestens 98 Menschen ums Leben und 848 Menschen werden verletzt.[67]

### Samstag, 25. Juni 2016
- Edinburgh/Großbritannien: Die schottische Regierung hat als Reaktion auf das Ergebnis des britischen EU-Referendums beschlossen, ein Referendum über den Austritt Schottlands aus dem Vereinigten Königreich vorzubereiten.[68]
- Mogadischu/Somalia: Bei einem Anschlag durch eine Autobombe und anschließender Erstürmung durch Angreifer der Terrormiliz Al-Shabaab auf das vorwiegend von Touristen und Hilfsorganisationen genutzte Hotel Naso Hablod sterben mindestens 15 Menschen.[69]
- Reykjavík/Island: Der Historiker Guðni Jóhannesson ist zum neuen Präsidenten Islands gewählt worden.[70]
- Tuttlingen/Deutschland: Das Southside Festival wird aufgrund schweren Unwetters nach dem ersten Festivaltag abgebrochen. Mindestens 57 Menschen werden verletzt. Rund 3000 Besucher befinden sich in Notunterkünften.[71]
- Wenchang/China: Vom neugebauten Kosmodrom Wenchang auf der Insel Hainan startet erstmals und erfolgreich die neue Trägerrakete Langer Marsch 7 (LM-7).[72]

### Sonntag, 26. Juni 2016
- Chenzhou/China: Bei einem schweren Busunglück im Kreis Yizhang sterben auf einer Autobahn mindestens 35 Insassen.[73]
- Madrid/Spanien: Parlamentswahl in Spanien
- Molochio/Italien: Ein seit 1996 von der Polizei international gesuchter Boss der kalabrischen Mafia ’Ndrangheta, Ernesto Fazzalari, wird nahe Taurianova in einem Haus verhaftet. 1999 wurde Fazzalari in Abwesenheit wegen mehrfachen Mordes zu lebenslanger Haft verurteilt.[74]
- Panama-Stadt/Panama: Eröffnung des erweiterten Panamakanals. Künftig sollen Schiffe durchfahren können, die eine Ladekapazität von bis zu 14.000 Containern haben.[75]

### Montag, 27. Juni 2016
- Abu Ghuraib/Irak: Bei einem Selbstmordanschlag auf eine Moschee von Sunniten werden mindestens zwölf Menschen getötet und 30 weitere verletzt.[76]
- al-Mukalla/Jemen: Bei mindestens vier fast zeitgleichen Selbstmordanschlägen sterben 38 jemenitische Soldaten und mindestens weitere 24 Menschen. Zu dem Angriff hat sich ein Kommando der Terrororganisation des Islamischen Staates (IS) bekannt.[77]
- Baalbek/Libanon: Bei mehreren Selbstmordanschlägen in Qaa (القاع) im Gouvernement Bekaa sterben mindestens fünf Menschen und weitere 15 werden verletzt.[78]
- Changyi/China: Durch ein Leck in der Beichen Biotechnology Fabrik im Bezirk Weifang der Provinz Shandong werden durch den Austritt von Diketen 131 Menschen verletzt.[79]
- Lausanne/Schweiz: Das Schweizer Bundesgericht bestätigt ein Urteil über Entschädigungszahlungen Israels an den Iran von 1,2 Milliarden US-Dollar. Nach der Islamischen Revolution im Iran 1979 verstaatlichte Israel das seit 1968 bestehende Joint-Venture-Ölunternehmen Eilat Ashkelon Pipeline Company (EAPC) und nahm die Trans-Israel Pipeline (Tipline) von Aschkelon nach Eilat und bereits geliefertes Rohöl an das israelische Unternehmen Trans-Asiatic Oil Ltd. ohne Zahlungsbegleichung in ihren Besitz.[80][81]
- Pinotepa de Don Luis/Mexiko: Ein Beben der Stärke 5,7 erschüttert die Provinz Oaxaca.[82]
- Wien/Österreich: Verleihung des Österreichischen Musiktheaterpreises 2016

### Dienstag, 28. Juni 2016
- Istanbul/Türkei: Bei einem Terroranschlag in Istanbul am 28. Juni 2016 am Flughafen Atatürk werden mindestens 36 Menschen getötet und 60 verletzt.[83]
- Perth/Australien: Bei einem Brandanschlag auf eine Moschee des Australian Islamic College im Stadtteil Thornlie werden während eines Gebets einer Kindergruppe vier Fahrzeuge beschädigt. Daneben kommt es zu Beschädigung und Beschmierung der Moschee.[84]

### Mittwoch, 29. Juni 2016
- Ulaanbaatar/Mongolei: Mit überraschend deutlicher Mehrheit hat die sozialistische Mongolische Volkspartei (MVP) die Parlamentswahl in der Mongolei gewonnen. Die regierende liberale Demokratische Partei (DP) gestand ihre Niederlage ein.[85]

### Donnerstag, 30. Juni 2016

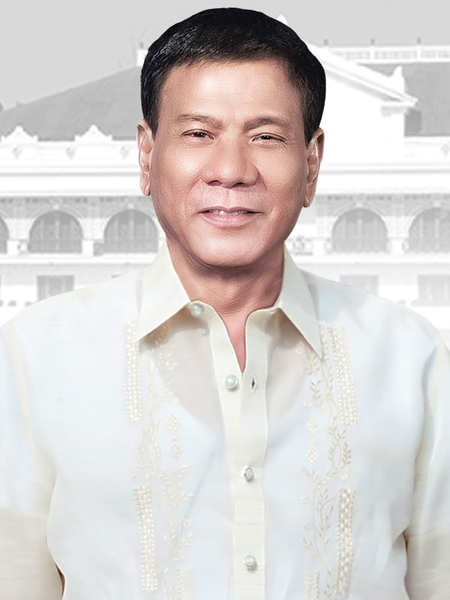
Rodrigo Duterte

- Kabul/Afghanistan: Ein Anschlag der radikalislamistische Taliban auf einen Polizeikonvoi fordert 30 Todesopfer und 57 Verletzte.[86]
- Manila/Philippinen: Rodrigo Duterte wird zum neuen Präsidenten der Philippinen vereidigt.[87]
- Chengdu/China: Mit dem Jet ARJ20 befördert Chengdu Airlines 70 Passagiere vom Flughafen Chengdu-Shuangliu zum etwa 3.500 km entfernten Flughafen Shanghai-Hongqiao. Es ist der erste Linienflug eines Passagierflugzeugs des staatlichen Flugzeugherstellers Commercial Aircraft Corporation of China (Comac). Vorausgegangen war eine Entwicklungszeit von 14 Jahren.[88]

## Weblinks

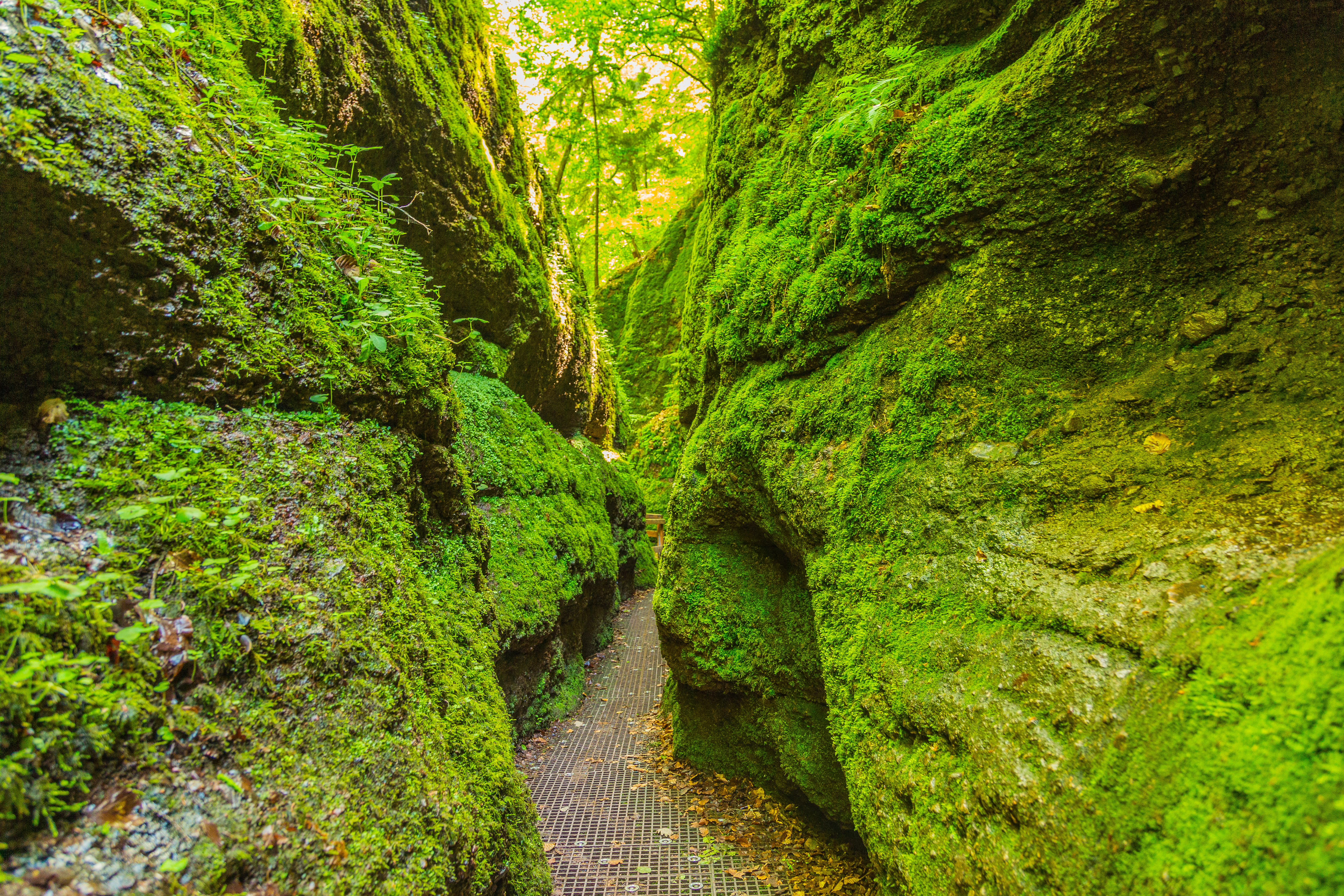
Thüringen im Juni 2016